# Esfera d'influència
Una esfera d'influència és una àrea o regió en la qual una organització o estat exerceix certa classe d'indirecta dominació cultural, econòmica, militar o política. També, en alguns llocs habitats, es parla d'àrea d'influència per designar l'espai en què, per exemple, un comerç o servei té influència sobre localitats o altres zones diferents d'aquella on s'ubiquen. En l'àmbit de les ciències socials i econòmiques pot fer referència també al conjunt de les parts interessades d'una organització.

## Concepte polític

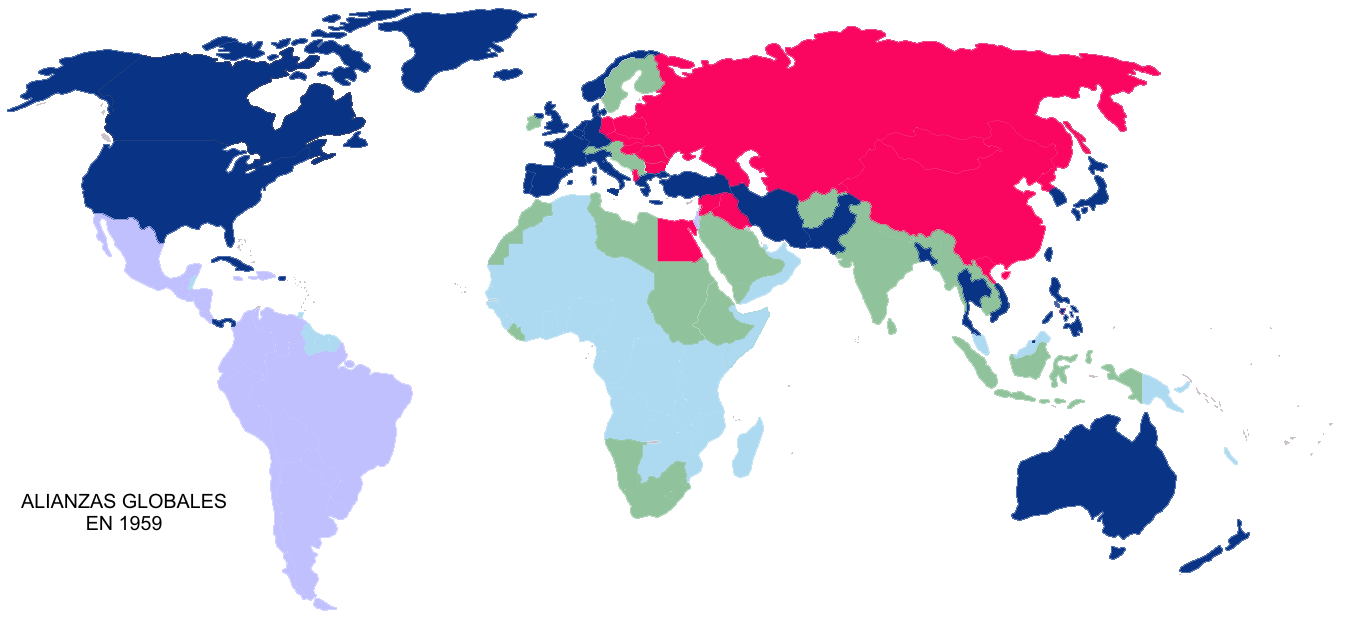
Esferes d'influències en els relacions internacionals durant la Guerra Freda.

Un país dins de l'esfera d'influència d'un altre país més poderós pot convertir-se en subsidiari d'aquest i tenir un paper, en efecte, d'estat satèl·lit o colònia de facto. Per exemple, durant la seva existència (1867-1945), l'imperi del Japó va tenir una àmplia esfera d'influència que incloïa les dues Corees, Manxúria, Vietnam, Taiwan i parts de la Xina. L'esfera d'influència japonesa podia ser fàcilment dibuixada en un mapa com una gran bombolla que envolta les illes del Japó i les nacions asiàtiques que controlava.
Durant la Guerra Freda, es deia que l'Europa Oriental, Corea del Nord, Cuba, Vietnam, i (fins a la Ruptura Sino-Soviètica), la República Popular de la Xina eren els límits de l'esfera d'influència de la Unió Soviètica. Paral·lelament, encara que en menor mesura, es deia que Europa Occidental, Japó i Corea del Sud eren els límits de l'esfera d'influència dels Estats Units.

## Concepte social i empresarial
En l'àmbit de la Responsabilitat Social, la norma ISO 26000 (2010) defineix esfera influència vinculada amb les parts interessades (stakeholders) tal com segueix:
| «                                                              | ca Àmbit/abast d'una relació política, contractual, econòmica o d'una altra índole, mitjançant la qual una organització té la capacitat d'afectar les decisions o activitats d'individus o organitzacions. | es Ámbito/alcance de una relación política, contractual, económica o de otra índole, a través de la cual una organización tiene la capacidad de afectar las decisiones o actividades de individuos u organizaciones. | » |
| — ISO, https://www.iso.org/obp/ui#iso:std:iso:26000:ed-1:v1:es | | |   |